# 曼努埃尔·伊瓦拉
曼努埃尔·伊瓦拉（西班牙語：Manuel Ibarra，1977年11月18日—），智利男子足球运动员，司职中场。他曾代表智利国奥队参加2000年夏季奥林匹克运动会足球比赛，获得一枚铜牌。